# Bataille de Vado
Guerre de Trente Ans (1618-1648)
Batailles
La bataille de Vado est une bataille navale livrée le 1er septembre 1638, pendant la guerre de Trente Ans (1618 - 1648).
Dernier grand engagement de galères en Méditerranée, elle vit la victoire dans le golfe de Vado, au large de Gênes, de l'escadre française du marquis de Pont-Courlay, composée de quinze bâtiments, sur celle de force sensiblement égale de l'amiral espagnol Rodrigo Gutierez Velasco. Ce dernier fut tué lors de l'affrontement.